# Désirée Nosbusch
Désirée Nosbusch (Esch-sur-Alzette, 14 januari 1965), vooral in de Verenigde Staten ook wel Désirée Becker genoemd, is een Luxemburgse televisiepresentatrice, actrice en filmregisseur.
Ze is het bekendst van haar presentatie van het Eurovisiesongfestival van 1984, maar zij presenteerde daarnaast nog vele andere gala's.

## Levensloop
Nosbusch begon haar carrière op twaalfjarige leeftijd als presentatrice bij Radio Luxembourg. Ze werd al gauw een van de populairste presentatoren. Op vijftienjarige leeftijd begon ze als tv-presentatrice, waarbij ze programma's als Hits von der Schulbank, Hits mit Désirée en Musicbox presenteerde.
Vanaf haar zestiende tot haar negentiende volgde ze een toneelopleiding in New York. Later in haar carrière volgde ze nog een toneelopleiding (1995-1996) en een opleiding filmproductie en regisseren aan UCLA (1998-2000).
Nosbusch is getrouwd geweest met filmcomponist Harald Kloser (gescheiden in 2002), met wie zij twee kinderen heeft. Daarna had zij twee en een half jaar een relatie met Volcan Baydar (zanger van de Duitse popgroep "Orange Blue") en vervolgens, vanaf 2004, met Mehmet Kurtulus, een Duitse acteur.

## Filmografie

### Als regisseur
- 2024: Poison
- 2018: Zëmmer Ze Verlounen (tv-serie, 2 afleveringen)
- 2014: Succès Fox (documentaire)
- 2011: Weemseesdet (tv-serie)
- 2003: Ice Cream Sundae (korte film)

### Als actrice
- 2021-2024: Sisi (tv-serie, Aartshertogin Sophie van Oostenrijk)